# Famille Fazio
La famille Fazio (Fazio, Facio, Di Fazio) est une ancienne famille de la noblesse de Gênes (en italien : Repubblica di Genova) et de Pavie passée dans le royaume de Sicile sous le règne de Frédéric II de Sicile. Appelée « Fazio », « Facio  » ou « di Fazio », la famille s'est répandue, au cours des siècles, dans différentes régions d'Italie (Lombardie, Ligurie, Latium, Calabre et Sicile).

## Histoire
La famille est originaire de Gênes dans le nord de l'Italie mais certaines sources disent qu'elle prend également ses racines à Pavie. Elle est attestée et répertoriée dans le livre d'or des grandes familles de la République maritime de Gênes. En remontant les traces de la famille, on trouve un certain juge Fazio, avocat fiscaliste de la Grande Cour du Royaume de 1377. Un Muzio, en tant qu'époux d'Isabella Chilona, obtint la confirmation du fief Boscaglia avec un privilège du 31 août 1408 ; un Matthieu qui fut secrétaire adjoint de la campagne d'Agosta 1409 ; un Giovanni qui était vice-portulan de Bruca et Lentini, 1410 ; un Giovan Vincenzo qui était capitaine de justice de Calfagirone en 1533-1534 ; un médecin Francesco qui fut secrétaire du référendum du royaume de Sicile, 1721 ; un certain médecin Mario Giuseppe qui acquit le titre de baron de Nasari dont il eut l'investiture le 27 avril 1812 et fut attribué à la très noble armée de Messine en 1798-1807. En 1882, selon Galluppi, M. Mario Fazio avait droit au titre de « baron de Nasari ». 
Il semblerait que le nom de famille soit répertorié dans la liste des familles de la noblesse de la République aristocratique de Venise.